# Nargis (Loiret)
Nargis település Franciaországban, Loiret megyében. Lakosainak száma 1441 fő (2022. január 1.). Nargis Dordives, Fontenay-sur-Loing, Girolles, Préfontaines és Château-Landon községekkel határos.

## Népesség
A település népességének változása:
| Lakosok száma | 649  | 756  | 931  | 1251 | 1430 | 1491 | 1498 | 1480 | 1469 | 1441 |
|               | 1968 | 1982 | 1990 | 2006 | 2013 | 2015 | 2017 | 2019 | 2020 | 2022 |